# Список заслуженных мастеров спорта России по эстетической гимнастике
Звание «заслуженный мастер спорта России» учреждено в 1992 году. Первыми Заслуженными мастерами спорта России по эстетической гимнастике (звание присваивается за достижения в эстетической гимнастике) стали в 2014 году 7 гимнасток команды «Мадонна» (Москва) за выдающиеся достижения — они четыре года подряд становились чемпионками мира, многократными обладателями Кубка мира и чемпионками России.

## Список

### 2014
Звание присвоено 7 гимнасткам спортивной сборной команды России по эстетической гимнастике (команда «Мадонна», Москва):
Чемпионат мира — 2011, 2012, 2013, 2014 в личном зачете
- Атамалова, Маргарита Григорьевна
- Ванюкова, Олеся Игоревна
- Гуцунаева, Аминат Валерьевна
- Ерещенко, Дарья Юрьевна
- Карнаух, Анастасия Евгеньевна
- Рязанцева, Ксения Александровна
- Сидорова, Юлия Александровна

### 2017
Звание присвоено 1 гимнастке спортивной сборной команды России по эстетической гимнастике (команда «Мадонна», Москва):
Чемпионат мира — 2013, 2014 в личном зачете
- Онищенко, Марина Андреевна

### 2018
Звание присвоено 3 гимнасткам спортивной сборной команды России по эстетической гимнастике (команда «Экспрессия», Москва):
Чемпионат мира — 2016 в личном зачете
- Гладкая (Черняева), Анастасия Владимировна
- Романченко, Ольга Александровна
- Сочугова, Яна Михайловна

### 2021
Звание присвоено гимнасткам спортивной сборной команды России по эстетической гимнастике:
Команда «Экспрессия», Москва:
- Кожемякина, Анастасия Павловна[10]
- Тен, Арина Руслановна[11]

Команда «Мадонна», Москва:
- Куклина, Дарья Александровна
- Пальчикова, Любовь Владимировна
- Поникарова, Анастасия Игоревна
- Соснина, Полина Сергеевна
- Урюпина, Валерия Олеговна

### 2022
Звание присвоено 2 гимнасткам спортивной сборной команды России по эстетической гимнастике (команда «Мадонна», Москва):
- Болбат, Алина Германовна
- Островская, София Михайловна